# Плач (Кунгота)
Плач (словен. Plač) — поселення в общині Кунгота, Подравський регіон‎, Словенія.